# لی (دهانه ال‌کیو۲۶)
لی (دهانه ال‌کیو۲۶) یک دهانه برخوردی در ماه‌ است.

## دهانه‌های اقماری
این دهانه ۵ دهانه اقماری دارد.
| Lee | عرض جغرافیایی | طول جغرافیایی | قطر          |
| --- | ------------- | ------------- | ------------ |
| A   | ۳۱.۴° S       | ۴۱.۲° W       | ۱۸.۰ کیلومتر |
| H   | ۳۰.۹° S       | ۳۸.۹° W       | ۴.۰ کیلومتر  |
| S   | ۳۰.۸° S       | ۴۲.۸° W       | ۶.۰ کیلومتر  |
| M   | ۲۹.۸° S       | ۳۹.۷° W       | ۷۷.۰ کیلومتر |
| T   | ۳۰.۱° S       | ۴۲.۰° W       | ۴.۰ کیلومتر  |